# SARS-CoV-2
Teški akutni respiratorni sindrom koronavirus 2 (engl. Severe acute respiratory syndrome coronavirus 2), skraćeno: SARS-CoV-2 (prethodno: 2019-nCoV ili koronavirus 2019) je zarazni virus koji uzrokuje novu bolest dišnih puteva – COVID-19. Virus je također uzrok pandemije koronavirusa 2019./20., koja je se proširila i na Hrvatsku. SARS-CoV-2 je otkriven u Kini krajem 2019. godine.
Genomsko sekvenciranje je pokazalo da je to pozitivni, jedno-lančani RNK koronavirus i sadrži 29.903 nukleotida. Svaki virion je dug od 50 do 200 nanometara.
Kao što ga je opisao američki Nacionalni institut za zdravstvo, on je nasljednik SARS-CoV-1, soja koji je prouzročio izbijanje epidemije SARS-a 2002-2004.
Taksonomski gledano, SARS-CoV-2 je vrsta koronavirusa povezanog s teškim akutnim respiratornim sindromom (SARSr-CoV).
Mnogi rani slučajevi bili su povezani s velikom tržnicom morskih plodova i životinja u Wuhanu. Smatra se da virus ima životinjsko porijeklo. Redanjem genetskih sekvenci ovog virusa i drugih uzoraka virusa pokazala su sličnost sa SARS-CoV (79,5 %) i koronavirusom šišmiša (96 %). Zbog toga se smatra da porijeklo virusa vjerojatno dolazi od netopira, iako porijeklo od pangolina nije isključeno. Virus pokazuje malu genetsku raznolikost, što ukazuje na to da se slučaj unošenja SARS-CoV-2 na ljude vjerojatno dogodio krajem 2019. U rujnu 2020., na temelju analize podataka, istraživači su izvijestili o otkriću virusnog genoma kod nultog pacijenta.
Epidemiološke studije procjenjuju da svaka infekcija rezultira s 5,7 novih slučajeva kada niti jedan pripadnik zajednice nije imun i ako se ne poduzmu preventivne mjere. Virus se prvenstveno širi između ljudi bliskim kontaktom i putem respiratornih kapljica proizvedenih od kašlja ili kihanja. Uglavnom ulazi u ljudske stanice vežući se za enzim za pretvaranje angiotenzina 2 (ACE2).
Da ne dođe do zabune sa SARS-om, Svjetska zdravstvena organizacija je u svojim javnim istupima, izvorno nazivala SARS-CoV-2 odnosno 2019-nCoV kao "virus koji je izazvao bolest COVID-19". Šira javnost često virus i bolest naziva "koronavirusom", ali znanstvenici i većina novinara obično koriste preciznije izraze.

## Terminologija
Tijekom početka epidemije u Wuhanu, postojala su različita imena za virus; neka imena koja su koristili različiti izvori uključuju "koronavirus" ili "wuhanski koronavirus".  U siječnju 2020. Svjetska zdravstvena organizacija preporučila je naziv "novi koronavirus 2019." (2019-nCov) kao privremeni naziv virusa. To je bilo u skladu sa smjernicama SZO-a iz 2015. protiv upotrebe zemljopisnih mjesta, životinjskih vrsta ili skupina ljudi u imenima bolesti i virusa.
Međunarodni odbor za taksonomiju virusa usvojio je 11. veljače 2020. službeni naziv "teški akutni respiratorni sindrom koronavirus 2" (SARS-CoV-2).  Kako bi se izbjegla zabuna s bolešću SARS, SZO ponekad naziva SARS-CoV-2 kao "virus COVID-19" u javnozdravstvenim komunikacijama i naziv HCoV-19 uključen je u neke istraživačke članke.
Šira javnost i virus i bolest koju uzrokuje često naziva "koronavirusom". Američki predsjednik Donald Trump u tvitovima, intervjuima i informiranjima za tisak Bijele kuće u više je navrata virus nazivao "kineskim virusom", što je povuklo neke kritike da je bolest stigmatizirao rasnim ili nacionalističkim prizvukom.

## Virologija
Prijenos s čovjeka na čovjeka potvrđen je tijekom pandemije novog koronavirusa. Prenosi se uglavnom putem respiratornih kapljica od kašljanja u rasponu od oko 1,8 m. Moguće se zaraziti i indirektno preko kontaminiranih površina. Preliminarna istraživanja pokazuju da virus može ostati održiv na plastici i čeliku do tri dana, ali ne opstaje na kartonu dulje od jednog dana ili na bakru dulje od četiri sata; virus se inaktivira sapunom, koji destabilizira njegov lipidni (zaštitni) sloj.
SARS-CoV-2 se jedino može reproducirati ulaskom u živu stanicu. Kada virus uđe u tijelo, obično odlazi u pluća, slezenu ili utrobu. Pluća su obložena milijardama epitelnih stanica. Virus se povezuje na specifičan način na receptor stanične membrane kako bi unio svoj genetski materijal. Nakon što se SARS-CoV-2 virion pričvrsti na ciljanu stanicu, stanična proteaza TMPRSS2 razreže šiljasti protein virusa, izlažući fuzijski peptid. Tada virion oslobađa RNK u stanicu, prisiljavajući je da stvara kopije virusa koji se diseminiraju kako bi inficirao više stanica. SARS-CoV-2 proizvodi najmanje tri faktora virulencije koji promiču izbacivanje novih viriona iz stanica domaćina i koče imunološki odgovor. Broj zaraženih stanica raste eksponencijalno. Nakon otprilike 10 dana milijuni tjelesnih stanica se zaraze, a pluća vrve milijardama virusa.
SARS-CoV-2 također ima vlastiti imunološki sustav. Kako stanice imunološkog sustava hrle u borbu protiv virusa, SARS zarazi neke od njih i stvara pomutnju. Dvije stanice koje su osobite opasne kad su zaražene su neutrofili i citotoksične T-stanice. Prvo, neutrofili, koji su sjajni u ubijanju stvari, uključujući i nas same. Čim ih stigne na tisuće, počinju crpiti enzime koji uništavaju onoliko prijatelja koliko i neprijatelja. T-stanice obično naređuju zaraženim stanicama da počine kontrolirano samoubojstvo. Zaražene stanice počinju naređivati zdravim stanicama da se i same ubiju.
Virus se širi relativno brzo među ljudima, te se procjenjuje da bi jedna oboljela osoba u prosjeku mogla zaraziti dvije do tri osjetljive osobe.
Također je moguća infekcija tijekom inkubacijskog razdoblja virusa, ali to još nije u potpunosti dokazano, tako da takva vrsta prenošenja nije rasprostranjena, te da su infekcije uglavnom rezultat prenošenja virusa od pacijenata koji imaju stvarne simptome bolesti COVID-19.
Prvi poznate infekcije virusnog soja SARS-CoV-2 su se dogodile u kineskom gradu Wuhanu, međutim izvor zaraze ostaje nepoznat.

## Mutacije
SARS-COV-2 ima nekoliko značajnih inačica za koje se vjeruje ili se vjeruje da su od posebne važnosti kao što su 501.V2, Klaster 5 i VOC-202012/01.

## Epidemiologija
Na temelju male varijabilnosti koja je izložena među poznatim genskim sekvencama SARS-CoV-2, smatra se da su soj otkrili zdravstveni organi u tjednima nakon što su se pojavili među ljudskom populacijom krajem 2019. godine. Pretpostavlja se, da je se prvi poznati slučaj infekcije dogodio 17. studenog 2019. godine. Virus se potom proširio na sve pokrajine Narodne Republike Kine, a onda i ostatak svijeta. Svjetska zdravstvena organizacija proglasila je 30. siječnja 2020. međunarodnu hitnu situaciju, a 11. ožujka 2020. pandemiju.

## Galerija
Elektronski mikrografi virusa SARS-CoV-2:
- SARS-CoV-2 (žuta) u nastajanju iz ljudske ćelije
- SARS-CoV-2 virion s vidljivom koronom
- SARS-CoV-2 virion s vidljivom koronom
- SARS-CoV-2 (žuta) u nastajanju iz ljudske ćelije
- Struktura SARS-CoV-2
- Virioni SARS-CoV-2 izolirani iz pacijenta tijekom pandemije.

## Vanjske poveznice
|  | Molimo pročitajte upozorenje o korištenju medicinskih informacija. Ne provodite liječenje bez savjetovanja s liječnikom! |